# Patrouillenboot Nr. 105
Das Patrouillenboot Nr. 105 (jap. 第105号哨戒艇, Dai-105-gō shōkaitei) war ein Patrouillenboot der Kaiserlich Japanischen Marine, das im Zweiten Weltkrieg (Pazifikkrieg) zum Einsatz kam. Ursprünglich 1931 als philippinisches Zollschiff Arayat in Dienst gestellt, wurde es 1942 von Japan erbeutet und zum Patrouillenboot umgerüstet.
Das in den Schichau-Werken gefertigte Schiff befand sich im Besitz des Bureau of Insular Affairs, der US-amerikanischen Verwaltungsbehörde der Philippinen, welche wiederum dem Kriegsministerium unterstellt war. Es wurde von Matrosen der philippinischen Handelsmarine bemannt und für zollrechtliche Aufgaben eingesetzt. Das Schiff wird oftmals mit dem gleichnamigen Kanonenboot des Spanisch-Amerikanischen Krieges verwechselt.
Während der japanischen Invasion der Philippinen wurde das im Hafen von Manila liegende Schiff am 12. Dezember 1941 durch einen Luftangriff beschädigt und in Brand gesetzt. Am 2. Januar 1942 fiel Manila, und damit auch die Arayat, an die Japaner. Das Schiff wurde später zur Marinebasis Cavite gebracht, dort repariert und zum Patrouillenboot umgerüstet. In der Kaiserlich Japanischen Marine war „Patrouillenboot“ (shōkaitei) in erster Linie eine Klassifizierung für veraltete, zu Landungsboot-Mutterschiffen umgerüstete Zerstörer; warum ausgerechnet die nicht-militärische Arayat in diese Kategorie hinzugefügt wurde, ist unbekannt. Im September 1943, mehr als eineinhalb Jahre nach der Erbeutung, wurde das Schiff, nun umbenannt in Nr. 105, in japanische Dienste gestellt. Formal war es im Marinedistrikt Sasebo registriert und gehörte der 3. Süd-Expeditionsflotte an.
Das Schiff wurde von nun an nahezu pausenlos für Patrouillen- und Geleitfahrten zwischen den philippinischen Inseln eingesetzt, da inzwischen die japanischen Nachschublinien durch alliierte U-Boot-Angriffe in große Bedrängnis geraten waren. Die von Patrouillenboot Nr. 105 eskortierten Konvois wurden mehrfach von U-Booten attackiert, so am 16. Februar 1944 (vermutlich) durch Crevalle, am 15. und 16. April durch Redfin, am 28. Juni durch Pargo, am 29. August durch Jack, am 9. Oktober durch Becuna und Hawkbill, am 12. Oktober durch Darter und am 14. Oktober durch Dace. Gegen die U-Boot-Angriffe war das Patrouillenboot nur wenig effektiv. Das nicht einmal 60 Meter lange Schiff konnte aber am 29. August 1944, als das Transportschiff Mexico Maru mit über 4.000 Soldaten an Bord versenkt wurde, 1.609 Überlebende an Bord aufnehmen, eine rettungstechnische Meisterleistung (dennoch starben noch über 800 Mann).
Im Oktober 1944 begannen amerikanische Landungstruppen mit der Rückeroberung der Philippinen. Am 28. November 1944 begleitete Nr. 105 einen Konvoi nach Ormoc auf der umkämpften Insel Leyte und überwachte dort in der Bucht das Entladen der Transportschiffe. Gegen Mitternacht wurde der Verband von den PT-Schnellbooten PT-127 und PT-331 angegriffen. Das U-Jagd-Boot Ch-53 wurde getroffen und versenkt, Patrouillenboot Nr. 105 wurden ebenfalls schwer beschädigt und begann zu sinken. Die Besatzung setzte es im flachen Wasser auf Grund und gab das Schiff auf. Zehn Tage später wurde das Wrack von amerikanischen Bodentruppen erreicht. Am 10. Januar 1945 wurde Nr. 105 schließlich aus dem Schiffsregister der japanischen Marine gestrichen.